# تاريخ سوريا المعاصر
يمتد تاريخ سوريا المعاصر من نهاية الحكم العثماني لسوريا من قِبل القوات الفرنسية وتأسيس إدارة أراضي العدو المحتلة خلال الحرب العالمية الأولى. ظهرت مملكة سوريا العربية قصيرة العمر عام 1920، والتي خضعت للانتداب الفرنسي الذي نتجت عنه دول قصيرة الأمد مثل دولة حلب ودولة دمشق أصبحتا لاحقًا دولة سوريا (1924-1930)، ودولة جبل العلويين ودولة جبل الدروز، تحولت هذه الدول ذاتية الحكم إلى جمهورية سوريا المنتدَبة عام 1930. حصلت جمهورية سوريا على الاستقلال عام 1946. شاركت الجمهورية في الحرب العربية الإسرائيلية، وبقيت في حالة من عدم الاستقرار السياسي خلال الخمسينيات والستينيات من القرن العشرين.
أدى انقلاب 8 مارس 1963 إلى تنصيب المجلس الوطني للقيادة الثورية في الحكم، وهو مجموعة من المسؤولين المدنيين والعسكريين الذين تولوا السيطرة على جميع السلطات التنفيذية والتشريعية. نُفذت عملية الاستحواذ بوساطة أعضاء من حزب البعث يقودهم ميشيل عفلق وصلاح الدين البيطار. أُطيح به في أوائل عام 1966 من قِبل المنشقين العسكريين اليساريين من الحزب بقيادة اللواء صلاح جديد. منذ ربيع عام 2011، تشارك حكومة بشار الأسد السورية في الحرب الأهلية الدائرة في سوريا.

## سوريا تحت الانتداب

### إدارة أرضي العدو المحتلة
كانت إدارة أراضي العدو المحتلة لجنة إدارة عسكرية فرنسية بريطانية مشتركة على مقاطعتي بلاد الشام وبلاد ما بين النهرين من الإمبراطورية العثمانية السابقة بين عامي 1918 و1920، والتي تأسست عقب حملة سيناء وفلسطين في الحرب العالمية الأولى. انتهت الإدارة بعد تعيين الانتداب الفرنسي على سوريا ولبنان والانتداب البريطاني على فلسطين في مؤتمر سان ريمو الذي انعقد في 19 إلى 26 أبريل عام 1920.

### الإدارة المدنية الأولية
بعد انعقاد مؤتمر سان ريمو وهزيمة مملكة الملك فيصل قصيرة العمر في سوريا في معركة ميسلون في 24 يوليو عام 1920، أسس الجنرال الفرنسي هنري غورو الإدارة المدنية في الإقليم. قُسمت المنطقة المنتدَبة إلى ست دول، كانوا: دولة دمشق (1920)، ودولة حلب (1920)، ودولة جبل العلويين (1920)، ودولة جبل الدروز (1921)، ودولة سنجق إسكندرون (1921) (منطقة خطاي اليوم)، ودولة لبنان الكبير (1920)، التي أصبحت لاحقًا دولة لبنان المعاصرة.
استند رسم تلك الدول جزئيًا إلى التركيب الطائفي على الأرض في سوريا. لكن مع ذلك، كانت جميع الطوائف السورية معاديةً للانتداب الفرنسي وللتقسيمات التي جاء بها. ظهر هذا جليًا من خلال الثورات العديدة التي واجهها الفرنسيون في جميع الدول السورية. كان المسيحيون المارونيون في جبل لبنان، من ناحية أخرى، مجتمعًا يحلم بالاستقلال، وقد تحقق حلمهم تحت الانتداب الفرنسي. لهذا السبب، كان لبنان الكبير استثناءً من الدول التي تشكلت حديثًا.

### الاتحاد السوري (1922-1924)
في يوليو 1922، أنشأت فرنسا اتحادًا وثيقًا بين ثلاث دول، هي: دمشق وحلب وجبل العلويين تحت مسمى (الاتحاد السوري). لم يكن جبل الدروز وسنجق إسكندرون ولبنان الكبير جزءًا من هذا الاتحاد، الذي اعتمد العلم الاتحادي الجديد (الأخضر والأبيض والأخضر مع كانتون فرنسا). في 1 ديسمبر1924، انفصلت دولة جبل العلويين من الاتحاد حين اتحدت دول دمشق وحلب في دولة سوريا.

### الثورة السورية الكبرى
في عام 1925، انتشرت ثورة من جبل الدروز بقيادة سلطان باشا الأطرش إلى الدول السورية الأخرى وأصبحت تمردًا عامًا في سوريا. حاولت فرنسا الانتقام عن طريق إعلان برلمان حلب الانفصال عن الاتحاد مع دمشق، لكن التصويت أحبطه الوطنيون السوريون.

### معاهدة الاستقلال عام 1936
وُقّعت معاهدة الاستقلال الفرنسية السورية عام 1936، وهي معاهدة لم تُصدق عليها الهيئة التشريعية الفرنسية. ومع ذلك، سمحت المعاهدة بتضمين جبل الدروز وجبل العلويين (المعروف الآن باللاذقية) وسنجق إسكندرون في الجمهورية السورية خلال العامين القادمين. كان لبنان الكبير (الدولة اللبنانية الآن) الدولة الوحيدة التي لم تنضم إلى الجمهورية السورية. كان هاشم الأتاسي، الذي كان رئيس وزراء في عهد الملك فيصل (1918-1920) أول رئيس يُنتخب بعد معاهدة الاستقلال.

### انفصال خطاي (سنجق إسكندرون)
في سبتمبر 1938، فصلت فرنسا مرة أخرى سنجق إسكندرون السوري وحولته إلى جمهورية خطاي. انضمت جمهورية خطاي إلى تركيا في العام التالي، في يونيو 1939. لم تعترف سوريا بضم خطاي إلى تركيا، وبقيت القضية محل خلاف حتى اليوم.

## الحرب العالمية الثانية وتأسيس الأمم المتحدة
مع سقوط فرنسا عام 1940 في الحرب العالمية الثانية، خضعت سوريا لجمهورية فيشي إلى أن غزت القوات الفرنسية والبريطانية الحرة البلاد واحتلتها في يوليو عام 1941. أعلنت سوريا استقلالها من جديد عام 1941 لكن لم يُعترف بها كجمهورية مستقلة حتى 1 يناير عام 1944.
في 27 سبتمبر أعلنت فرنسا -بحكم وضمن إطار الانتداب- استقلال وسيادة الدولة السورية. جاء في البيان: «لن يؤثر استقلال وسيادة سوريا ولبنان على الوضع القانوني باعتبار أنه ينتج من قانون الانتداب. في الواقع، لا يمكن أن تتغير هذه الحالة سوى بموافقة مجلس عصبة الأمم، وبموافقة حكومة الولايات المتحدة، وهي إحدى الدول الموقّعة على الاتفاقية الفرنسية الأمريكية في 4 أبريل عام 1924، وبعد إبرام المعاهدات بين الحكومة الفرنسية والحكومتين السورية واللبنانية، يُصدق عليها حسب الأصول وفقًا لقوانين الجمهورية الفرنسية فقط».
في 29 مايو 1945، قصفت فرنسا دمشق وحاولت اعتقال قادتها المُنتخبين ديمقراطيًا. في الوقت الذي كانت فيه الطائرات الفرنسية تقصف دمشق، كان رئيس الوزراء السوري فارس الخوري في المؤتمر التأسيسي للأمم المتحدة في سان فرانسيسكو، يقدم مطالبات سوريا بالاستقلال عن الانتداب الفرنسي. أجبر الضغط المفروض من الجماعات الوطنية والضغط البريطاني الفرنسيين على إخلاء آخر قواتهم في 17 أبريل 1946.

## جمهورية سوريا 1946-1963
تحقق استقلال سوريا عام 1946. على الرغم من التطور الاقتصادي السريع الذي أعقب الاستقلال، تميزت السياسية السورية من فترة الاستقلال وحتى أواخر الستينيات بالاضطراب. تميزت السنوات الأولى التي تلت الاستقلال بعدم الاستقرار السياسي.
في عام 1948، انخرطت سوريا في الحرب العربية الإسرائيلية مع نشوء دولة إسرائيل حديثة العهد. أُخرج الجيش السوري من الأراضي الإسرائيلية، لكنه حصّن معاقله في الجولان واستطاع الحفاظ على حدوده القديمة واحتلال بعض الأراضي الإضافية. في يوليو 1949، كانت سوريا آخر بلد عربي يوقّع معاهدة الهدنة مع إسرائيل.
في مارس 1949، أُطيح بالحكومة الوطنية بانقلاب قادة حسني الزعيم، وبهذا يكون الحكم الديمقراطي قد انتهى بانقلاب برعاية وكالة الاستخبارات المركزية الأمريكية، وبمساعدة من العميلين مايلز كوبلاند وستيفن ميد. لاحقًا ذلك العام، أُطيح بالزعيم من قِبل زميله سامي الحناوي، ثم جاء أديب الشيشكلي من بعده. استمر الشيشكلي بالحكم حتى 1955، حتى أطاح به انقلاب عام 1954.
في نوفمبر 1956، وقّعت سوريا اتفاقية مع الاتحاد السوفيتي توفر موطئ قدم للنفوذ الشيوعي داخل الحكومة في مقابل الطائرات والدبابات وغيرها من المعدات العسكرية التي تُرسل إلى سوريا. أقلقت هذه الزيادة بقوة التكنولوجيا العسكرية السورية تركيا، إذ بدا من الممكن أن تحاول سوريا استعادة إسكندرون، المدينة السورية سابقًا الموجودة الآن في تركيا. من ناحية أخرى، اتهمت سوريا والاتحاد السوفيتي تركيا بجمع قواتها على الحدود السورية. في ظل هذه المواجهة، اكتسب الشيوعيون المزيد من السلطة على الجيش والحكومة السورية.
أدى عدم الاستقرار السياسي في السنوات التي تلت انقلاب عام 1954، بالإضافة إلى توازي السياسات السورية والمصرية، وجاذبية الرئيس المصري جمال عبد الناصر بالقيادة في أعقاب أزمة السويس إلى خلق تأييد في سوريا للوحدة مع مصر. أعلن كل من الرئيس السوري شكري القوتلي والرئيس المصري جمال عبد الناصر اتحاد البلدين، وإنشاء الجمهورية العربية المتحدة، وإيقاف الأنشطة العلنية لجميع الأحزاب السياسية السورية، من ضمنها الأحزاب الشيوعية.
لكن الاتحاد لم يكن ناجحًا رغم ذلك، فبعد انقلاب عسكري في 28 سبتمبر 1961، انفصلت سوريا معيدةً تأسيس نفسها تحت اسم الجمهورية العربية السورية.

## جمهورية البعث في سوريا اليوم

### حكومة البعث الأولى
استولى البعث على السلطة في سوريا عقب انقلاب البعث في العراق في الشهر السابق. بحثت الحكومة السورية الجديدة إمكانية إقامة دولة اتحادية مع مصر ومع العراق الخاضع لسيطرة البعث. أُبرم اتفاق في القاهرة في 17 أبريل 1963 لإجراء استفتاء عام بشأن الوحدة في سبتمبر 1963. لكن سرعان ما نشأت خلافات جدية بين الأطراف وفشل الاتحاد الثلاثي ولم يتحقق. بدأت حكومتا البعث في سوريا والعراق بالعمل من أجل تشكيل اتحاد ثنائي. تعثرت هذه الخطط في نوفمبر 1963 عندما أطيح بحكومة البعث في العراق.
في مايو 1964، أصدر الرئيس أمين الحافظ من المجلس الوطني لقيادة الثورة دستورًا مؤقتًا ينص على إنشاء مجلس وطني للثورة، وهو مجلس تشريعي معين يتألف من ممثلين عن منظمات جماهيرية – نقابات عمالية وفلاحية ومهنية – ومجلس رئاسي تُسند إليه السلطة التنفيذية ومجلس وزراء.

### حكومة البعث الثانية
في 23 فبراير 1966، نفذت مجموعة من ضباط الجيش انقلابًا ناجحًا داخل الحزب وسجنوا الرئيس حافظ وحلوا مجلس الوزراء والمجلس الوطني للثورة وألغوا الدستور المؤقت وعينوا حكومة بعث إقليمية مدنية في 1 مارس. قادة الانقلاب وصفوه بأنه «تصحيح» لمبادئ حزب البعث. في يونيو 1967، احتلت إسرائيل مرتفعات الجولان. أضعفت حرب 1967 الحكومة الاشتراكية الراديكالية التي أسسها انقلاب 1966 بشكل كبير.
في 18 سبتمبر 1970، خلال أحداث أيلول الأسود في الأردن، حاولت سوريا التدخل لصالح المقاتلين الفلسطينيين. أرسل حافظ الأسد قوات مدرعة تعادل لواء مع دبابات، يُزعم أن بعضها أعيد توسيمه من الجيش السوري النظامي على عجل لهذا الغرض. الوحدات السورية الأخرى هي فرقة المشاة الخامسة وقوات الكوماندوس. في 21 سبتمبر، اخترقت الفرقة الخامسة السورية دفاعات اللواء المدرع الأربعين الأردني ودفعته إلى التراجع عن مفترق طرق الرمثا. في 22 سبتمبر، بدأ سلاح الجو الملكي الأردني مهاجمة القوات السورية، والتي تضررت بشدة نتيجة لذلك. حطمت الغارات الجوية المستمرة القوة السورية، وبدأت الفرقة الخامسة بالتراجع في وقت متأخر من بعد ظهر يوم 22 سبتمبر. كان الانسحاب السوري السريع ضربة قاسية للمقاتلين الفلسطينيين. قصفت القوات المدرعة الأردنية مقراتهم في عمان وهددت بتدميرها في مناطق أخرى من المملكة. وفي النهاية، وافقت الفصائل الفلسطينية على وقف إطلاق النار. حضر الملك حسين وياسر عرفات اجتماع جامعة الدول العربية في القاهرة، وانتهت الأعمال العدائية لفترة وجيزة. استؤنفت الحرب الأهلية الأردنية الفلسطينية بعد فترة قصيرة، لكن دون تدخل سوري.
بحلول 1970، تطور الصراع بين جناح عسكري متطرف وجناح مدني أكثر اعتدالًا في حزب البعث. عكَسَ ما حدث في انسحاب 1970 للقوات السورية المرسلة لمساعدة منظمة التحرير الفلسطينية خلال الأعمال العدائية في «أيلول الأسود» هذا الخلاف السياسي داخل قيادة البعث الحاكمة.

### حزب البعث تحت قيادة حافظ الأسد 1970- 2000
في 13 نوفمبر 1970، قام وزير الدفاع حافظ الأسد بانقلاب عسكري غير دموي، أطاح بقيادة الحزب المدني، وتولى دور الرئيس. بعد توليه السلطة، تحرك حافظ الأسد بسرعة لخلق بنية تنظيمية لحكومته ولتعزيز السيطرة. في مارس 1971، عقد الحزب مؤتمره الإقليمي وانتخب قيادة جديدة تضم 12 عضواً برئاسة الأسد. في ذات الشهر، أُجري استفتاء وطني لتأكيد الأسد كرئيس لولاية مدتها سبع سنوات. في مارس 1973، دخل الدستور السوري حيز التنفيذ، تبعته بعد ذلك بوقت قصير انتخابات برلمانية لمجلس الشعب، وهي أول انتخابات من هذا النوع منذ عام 1962.

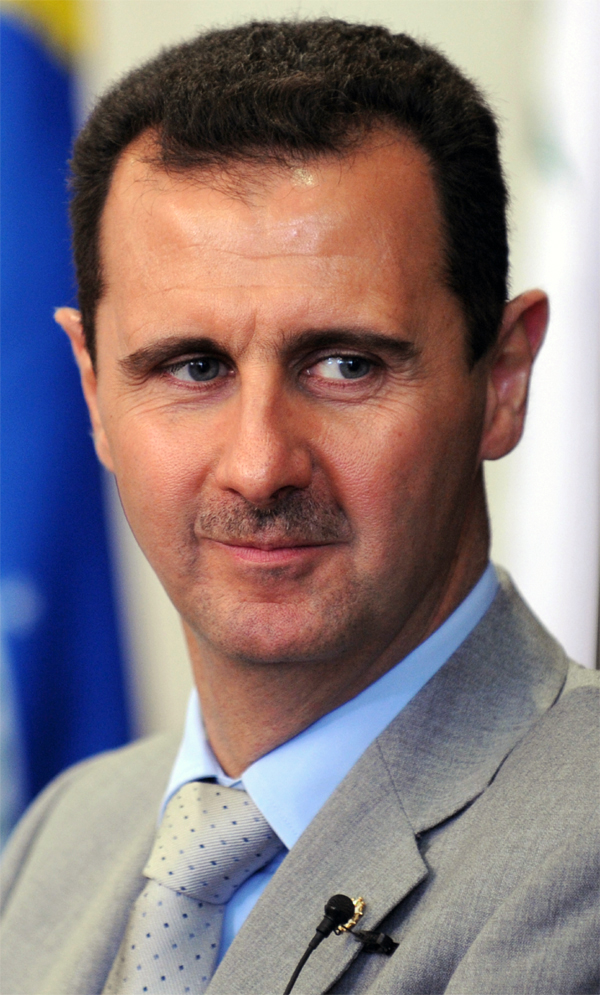
بشار الأسد

#### حرب أكتوبر
في 6 أكتوبر 1973، بدأت سوريا ومصر حرب يوم الغفران (وتسمى أيضًا «حرب رمضان» أو «حرب أكتوبر» لأن سوريا ومصر هاجمتا خلال عطلة رمضان الإسلامية) بشن هجوم مفاجئ على إسرائيل. على الرغم من عنصر المفاجأة، إلا أن مصر وسوريا فقدتا مكاسبهما الأولية في حرب دامت ثلاثة أسابيع، وواصلت إسرائيل احتلال مرتفعات الجولان وشبه جزيرة سيناء.

#### التدخل في لبنان
في أوائل 1976، كانت الحرب الأهلية اللبنانية تسير بشكل سيء بالنسبة للمسيحيين الموارنة، لذا طلب الرئيس اللبناني الياس سركيس رسميًا من سوريا التدخل عسكريًا. بعد أن حصلت على أول تفويض من الرئيس اللبناني، أخذت سوريا تفويضًا ثانيًا من جامعة الدول العربية للتدخل عسكريًا في لبنان. أرسلت سوريا 40000 جندي إلى البلاد لمنع اجتياح المسيحيين، لكنها سرعان ما تورطت في هذه الحرب، ليبدأ الوجود السوري في لبنان الذي دام 30 عامًا. على مدار السنوات الخمس عشرة التالية من الحرب الأهلية، حاربت سوريا من أجل السيطرة على لبنان وحاولت تقويض إسرائيل في جنوب لبنان، من خلال الاستخدام المكثف للحلفاء اللبنانيين باعتبارهم مقاتلين بالوكالة. اعتبر الكثيرون وجود الجيش السوري في لبنان احتلالًا، خاصة بعد انتهاء الحرب الأهلية في 1990، واتفاق الطائف الذي رعته سوريا. بقيت بعدها سوريا في لبنان حتى 2005، ومارست نفوذًا صارمًا على السياسة اللبنانية، الأمر الذي أثار استياء الكثيرين.

### الخلاف الداخلي على السلطة
اندلعت الاحتجاجات العنيفة والاشتباكات المسلحة في أعقاب انتخابات مجلس الشعب عام 1998 فيما أصبح يُعرف باسم حادثة اللاذقية عام 1999. كانت الأحداث العنيفة انفجارًا لخلاف طويل بين حافظ الأسد وشقيقه الأصغر رفعت، الذي حاول في السابق الانقلاب ضد حافظ عام 1984، لكنه نُفي أخيرًا من سوريا. قُتل شخصان في تبادل لإطلاق النار بين الشرطة السورية وأنصار رفعت أثناء حملة الشرطة على مجمع ميناء رفعت في اللاذقية. وفقًا لمصادر المعارضة التي نفتها الحكومة، أسفرت الاشتباكات في اللاذقية عن المئات من القتلى والجرحى.

### خريف دمشق
توفي حافظ الأسد في 10 يونيو عام 2000، بعد 30 عام من مكوثه في الحكم. بعد وفاة الأسد مباشرةً، عدل البرلمان الدستور وخفض الحد الأدنى لسن الرئيس الإلزامي من 40 إلى 34 عامًا، الأمر الذي سمح لابنه بشار أن يكون مؤهلًا قانونيًا للترشح للرئاسة تحت مظلة حزب البعث. في 10 يوليو عام 2000، انتُخب بشار الأسد رئيسًا بوساطة استفتاء أُجري دون منافس، وحصل على 97.29% من الأصوات وفقًا لإحصائيات الحكومة السورية.

### الحرب الأهلية السورية
الحرب الأهلية السورية هي صراع داخلي عنيف مستمر في سوريا. كانت جزءًا من حركة الربيع العربي الأكثر اتساعًا، الذي يُعتبر موجة من الاضطرابات في جميع أنحاء العالم العربي. بدأت المظاهرات العامة في 26 يناير 2011، وتطورت لتصبح انتفاضة وطنية. طالب المتظاهرون باستقالة الرئيس بشار الأسد، والإطاحة بحكومته، ووضع حد لحوالي خمسة عقود من حكم حزب البعث.
منذ ربيع عام 2011، نشرت الحكومة السورية الجيش السوري لقمع الانتفاضة، وحُوصرت العديد من المدن، غير أن الانتفاضة استمرت رغم ذلك. طبقًا لبعض الشهود، قام الجيش السوري بإعدام الجنود الذين رفضوا إطلاق النار على المدنيين. نفت الحكومة السورية حدوث انشقاقات، وألقت اللوم على الجماعات المسلحة في الفوضى الحاصلة. منذ أوائل خريف 2011، بدأ المدنيون والمنشقون من الجيش بتشكيل وحدات قتالية، والتي بدأت حملة تمرد ضد الجيش السوري. توحد المتمردون تحت راية الجيش السوري الحر وقاتلوا بطريقة منظمة بشكل متزايد؛ لكن رغم ذلك، افتقر العنصر المدني للمعارضة المسلحة إلى قيادة منظمة.